# 島袋浩
島袋 浩（しまぶくろ ひろし、本名:石田寛、1966年4月27日 - ）は、日本のAV男優・AV監督。元妻はAV女優の風間ゆみ。
1980年代後半から AV男優として多数の作品に出演。2000年代前半には特にいわゆるナンパ物といわれるジャンルでしみけんとのコンビで活躍した。愛称はケンケン

## 略歴
埼玉県和光市出身。地元の高校を中退後は、サパークラブのホストをするなど職業を転々とするが、22歳の時にショーパブの先輩から紹介され、AV男優としてデビューする。軽妙なトークが特徴で、ナンパ物は正に島袋の面目躍如といえるパフォーマンスをみせる。
アリーナエンターティメント製作の『ザ・ナンパスペシャル』シリーズが島袋の初期代表作であり、ナンパ物のエポックメイキング的な作品にもなっている。同シリーズでは後に一連の他ナンパ物作品でコンビを組みことになるAV監督の藤原実宗と既にタッグを組んでいる。
『ザ・ナンパスペシャル』を降板後、藤原実宗監督の元で『ザ・ナンパミラクル』に出演。ザ・ナンパスペシャル後期から既に島袋と共演していたしみけんも同シリーズに参加する。島袋・藤原という『ザ・ナンパスペシャル』のコアともいえる二人を得た『ザ・ナンパミラクル』は、製作会社こそ移籍しているものの、『ザ・ナンパスペシャル』の後継シリーズとして認識されていく。さらに並行的にセル専門作品として『ナンパ宝殿』、『ハンター×ハンター』や『ナンパけもの道』でもナンパ物シリーズを製作した。
『ザ・ナンパスペシャル』シリーズで知り合ったAV女優の風間ゆみと2002年に同棲を始める。風間とは川越市新河岸と出身地も近く、『ザ・ナンパスペシャル』の撮影場所も東武東上本線で新河岸駅から出られる最も近い繁華街の池袋と縁があった。
2022年2月24日、YouTube『ノンスタイル井上の【風間ゆみ】3300本以上出演女優の驚愕テク！間近で見たらスゴすぎた！』でのインタビューで風間ゆみは「10年間付き合っていた男性がいてその男性と結婚もしていた」と告白し、「ネットを見たら書いてあった」とその男性がAV男優の島袋浩である事を認めた内容であった。
セックステクニック！AV男優島袋浩の継承動画では「熟女AV女優「風間ゆみ」と結婚＆離婚をした有名AV男優「島袋浩」のセックステクニックになります」と紹介されている。
2020年以降男優としては第一線を退いているが、バコバコバスシリーズでは2024年の復活以降も司会役を務めている。

## 人物
- 初体験は16歳の5月5日（こどもの日）
- 趣味はスポーツ観戦（特に野球で、アメリカ・メジャーリーグ観戦を楽しみにしている。）
- 夢は大新聞社の社長。
- ナンパ系作品で名を馳せ、当時の大学生からは「兄貴」と慕われた[2]。

## 不祥事
2004年6月23日、当時16才の高校2年生の少女をアダルトビデオ（2003年12月12日出演）に出演させたとして、児童買春・ポルノ禁止法違反などの疑いで、チョコボール向井、平本一穂らとともに逮捕され、執行猶予付きの有罪判決を受けた。

## 受賞歴
- 2011年スカパー!アダルト放送大賞男優功労賞